# Corpus delicti
Corpus delicti (av latin corpus, ’kropp’, delicti, ’brottets’) var tidigare i straffrätt benämning på de yttre spår, vilka ett brott enligt dess allmänna beskaffenhet lämnar efter sig.
Dit räknade man till exempel vid mord den mördades lik, vid myntförfalskning det förfalskade myntet och de verktyg, som använts vid förfalskningen. Numera nyttjas denna ordförbindelse vanligen för att beteckna samtliga förutsättningar för ett brotts existens. Dit hör då till exempel vid mord, att en människa ljutit döden genom annans åtgärd, att denne handlat med berått mod och med uppsåt att döda. Tyska författare återger corpus delicti i denna dess nyare betydelse med "Tatbestand" (det, varav gärningen består). Svenska språket saknar ett däremot svarande uttryck.
År 2009 skrev den tyska författaren Juli Zeh en bok med titeln Corpus Delicti, som i Sverige gavs ut av Weyler förlag 2010. Även svenske Elias Palm har skrivit en bok med samma namn. Denna publicerades av Ordfront förlag 2010.